# مارك سميث (ممثل)
مارك سميث (بالإنجليزية: Mark Edward Smith)‏ هو شاعر غنائي وكاتب أغاني ومغني وشاعر وممثل بريطاني، ولد في 5 مارس 1957 بسالفورد في المملكة المتحدة، وتوفي في 24 يناير 2018 بالمملكة المتحدة بسبب سرطان الكلية وسرطان الرئة. بدأ مشواره المهني سنة 1978.

## وصلات خارجية
- مارك سميث على موقع IMDb (الإنجليزية)
- مارك سميث على موقع ميوزك برينز (الإنجليزية)
- مارك سميث على موقع إن إن دي بي (الإنجليزية)
- مارك سميث على موقع أول ميوزيك (الإنجليزية)
- مارك سميث على موقع ديسكوغز (الإنجليزية)
- مارك سميث على موقع قاعدة بيانات الفيلم (الإنجليزية)